# Māhūr Berenjī-ye Soflá
Māhūr Berenjī-ye Soflá (persiska: ماهور برنجی سفلی) är en ort i Iran.   Den ligger i provinsen Khuzestan, i den centrala delen av landet, 500 km sydväst om huvudstaden Teheran. Māhūr Berenjī-ye Soflá ligger 194 meter över havet och antalet invånare är 835.
Terrängen runt Māhūr Berenjī-ye Soflá är kuperad åt nordost, men åt sydväst är den platt. Runt Māhūr Berenjī-ye Soflá är det ganska tätbefolkat, med 86 invånare per kvadratkilometer. Närmaste större samhälle är Boneh-ye Ḩoseyn Kalūlī, 16,5 km väster om Māhūr Berenjī-ye Soflá. Omgivningarna runt Māhūr Berenjī-ye Soflá är i huvudsak ett öppet busklandskap.